# Lijst van encyclieken van paus Benedictus XV

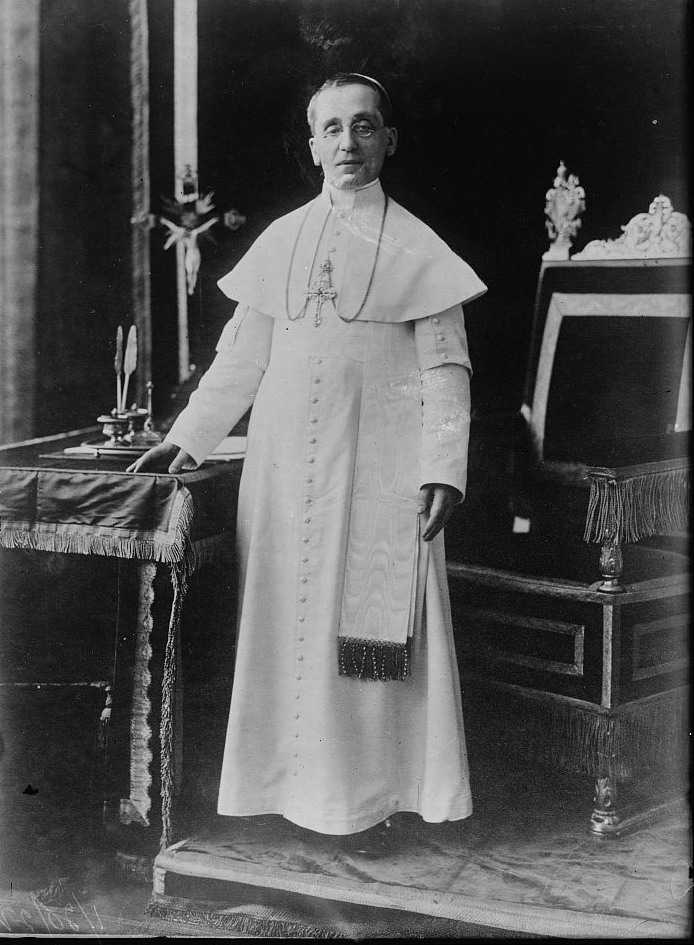
Paus Benedictus XV publiceerde twaalf encyclieken

Dit artikel is een lijst van encyclieken van paus Benedictus XV. Hier volgen de twaalf encyclieken, die Benedictus XV (paus van 1914 tot 1922) geschreven heeft.
| #   | Titel (Latijn)                | Titel (Nederlandse vertaling)                      | Onderwerp                                          | Datum van publicatie |
| --- | ----------------------------- | -------------------------------------------------- | -------------------------------------------------- | -------------------- |
| 1.  | Ad Beatissimi Apostolorum     | Op de troon van de allerzaligste apostel           | Oproep tot Wereldvrede                             | 1 november 1914      |
| 2.  | Humani Generis Redemptionem   | De verlossing van het menselijke ras               | De verkondiging van Gods woord                     | 15 juni 1917         |
| 3.  | Quod Iam Diu                  | Al zo lang                                         | De aanstaande Vredesconferentie van Parijs         | 1 december 1918      |
| 4.  | In hac tanta                  | Te midden van vele (beproevingen en moeilijkheden) | De Heilige Bonifatius                              | 14 mei 1919          |
| 5.  | Paterno Iam Diu               | Het was al lang dat onze vaderlijk (hart)          | De kinderen in Midden-Europa                       | 24 november 1919     |
| 6.  | Pacem, Dei Munus Pulcherrimum | Vrede, het mooiste geschenk van God                | Vrede en Christelijke verzoening                   | 23 mei 1920          |
| 7.  | Spiritus Paraclitus           | De Heilige Geest, Bemiddelaar                      | De heilige Hiëronymus                              | 15 september 1920    |
| 8.  | Principi Apostolorum Petro    | Aan Petrus, de Prins der Apostelen                 | De Heilige Efrem                                   | 5 oktober 1920       |
| 9.  | Annus Iam Plenus              | Een heel jaar is al voorbij                        | De kinderen in Midden-Europa                       | 1 december 1920      |
| 10. | Sacra Propediem               |                                                    | De derde orde van de Heilige Franciscus van Assisi | 6 januari 1921       |
| 11. | In Praeclara Summorum         | Onder de meest bijzondere gevierde (genieën)       | Dante                                              | 30 april 1921        |
| 12. | Fausto Appetente Die          | De gelukzalige dag nadert                          | De Heilige Dominicus                               | 29 juni 1921         |